# Alessandro Pascoli
Alessandro Pascoli (Perugia, 10 gennaio 1669 – Perugia, 5 febbraio 1757) è stato uno scrittore, filosofo e medico italiano.

## Biografia
Alessandro Pascoli era il fratello maggiore di Leone Pascoli.
Era medico anatomista e insegnò a Roma e Perugia. Teneva dimostrazioni anatomiche mediante dissezione di cadaveri, come il suo collega e concorrente Andrea Vesalio. Intrattenne una vasta corrispondenza con intellettuali di tutta Europa.
Le sue opere filosofiche e scientifiche seguono i metodi di René Descartes et Nicolas Malebranche. I suoi trattati di metafisica, medicina e matematica esibiscono un pensiero coerente e metodico che dimostra la vitalità filosofica della cultura italiana del periodo.

## Opere
- Alessandro Pascoli, Nuovo metodo per introdursi ad imitazion de' geometri con ordine, chiarezza, e brevità nelle più sottili questioni di filosofia metafisiche, logiche, morali e fisiche, Poletti, Andrea, 1702.

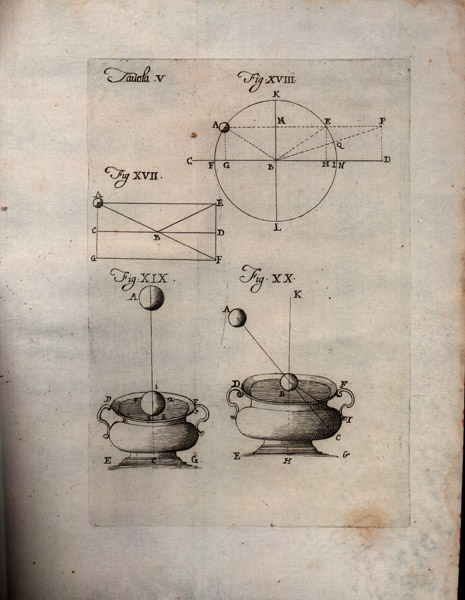
Del moto che nei mobili si rifonde per impulso esteriore, 1723

- Alessandro Pascoli, Del moto che nei mobili si rifonde per impulso esteriore, Salvioni, Giovanni Maria, 1723.
- Alessandro Pascoli, Del moto che ne i mobili si rifonde in virtù di loro elastica possanza[collegamento interrotto], Bernabò, Rocco, 1725.